# Lista siturilor arheologice din județul Alba - C
Lista siturilor arheologice din județul Alba - C conține toate siturile arheologice din județul Alba înscrise în Repertoriul Arheologic Național (RAN) și aflate în localități al căror nume începe cu litera C. RAN este administrat de Ministerul Culturii și Patrimoniului Național și cuprinde date științifice, cartografice, topografice, imagini și planuri, precum și orice alte informații privitoare la zonele cu potențial arheologic, studiate sau nu, încă existente sau dispărute.
Puteți căuta un sit din localitățile care încep cu litera C folosind formularul de mai jos sau puteți naviga prin toate siturile din județ la Lista siturilor arheologice din județul Alba.
| Cuprins                                                       |
| ------------------------------------------------------------- |
| Top - A B C D E F G H I J K L M N O P Q R S Ș T Ț U V W X Y Z |

| Cod RAN                                  | Denumire | Localitate                                    | Adresă                                         | Datare                                   | Descoperit | Coordonate                                    | Imagine           | Erori            |
| ---------------------------------------- | --- | --------------------------------------------- | ---------------------------------------------- | ---------------------------------------- | ---------- | --------------------------------------------- | ----------------- | ---------------- |
| 7115.01.01 (Cod LMI: AB-I-s-A-00020)     | Cetatea dacică de la Căpâlna / ansamblu Cetatea dacică Căpâlna (Categorie: locuire civilă) (Tip: Cetate)                                                                   | sat Căpâlna, comuna Săsciori                  | La Cetate                                      | geto-dacică sec. I a. Chr. - II p. Chr.  |            | 45°50′28″N 23°36′05″E / 45.84111°N 23.60139°E | Încărcați imagine | Raportați eroare |
| 8121.01.01 (Cod LMI: AB-I-s-B-00021)     | Situl arheologic de la Căpud - "La Măgura" / ansamblu anonim (Categorie: locuire civilă) (Tip: Așezare fortificată)                                                        | sat Căpud, oraș Teiuș                         | La Măgura                                      | Coțofeni                                 |            |                                               | Încărcați imagine | Raportați eroare |
| 8121.01.02 (Cod LMI: AB-I-s-B-00021)     | Situl arheologic de la Căpud - "La Măgura" / ansamblu anonim (Categorie: locuire civilă) (Tip: Așezare)                                                                    | sat Căpud, oraș Teiuș                         | La Măgura                                      |                                          |            |                                               | Încărcați imagine | Raportați eroare |
| 3967.01.01 (Cod LMI: AB-I-s-B-00022)     | Fundațiile cetății medievale Cetatea de Baltă / ansamblu Fundațiile cetății medievale "Cetatea de Baltă" (Categorie: locuire civilă) (Tip: Cetate)                         | sat Cetatea de Baltă, comuna Cetatea de Baltă |                                                | sec. XIII - XVI                          |            |                                               | Încărcați imagine | Raportați eroare |
| 3967.02.01 (Cod LMI: AB-I-m-B-00023.02)  | Fortificația dacică și castrul roman de la Cetatea de Baltă- Dealul Sântămăriei / ansamblu anonim (Categorie: locuire militară) (Tip: Fortificație cu val de pământ)       | sat Cetatea de Baltă, comuna Cetatea de Baltă | Dealul Sântămăriei                             | geto-dacică sec. I a. Chr.               |            |                                               | Încărcați imagine | Raportați eroare |
| 3967.02.02 (Cod LMI: AB-I-m-B-00023.01)  | Fortificația dacică și castrul roman de la Cetatea de Baltă- Dealul Sântămăriei / ansamblu anonim (Categorie: locuire militară) (Tip: Castru)                              | sat Cetatea de Baltă, comuna Cetatea de Baltă | Dealul Sântămăriei                             | romană                                   |            |                                               | Încărcați imagine | Raportați eroare |
| 5773.01.01 (Cod LMI: AB-I-m-B-00024.06)  | Situl arheologic de la Cicău - "Săliște" / ansamblu anonim (Categorie: locuire civilă) (Tip: Așezare)                                                                      | sat Cicău, comuna Mirăslău                    | Săliște                                        | Turdaș                                   |            |                                               | Încărcați imagine | Raportați eroare |
| 5773.01.02 (Cod LMI: AB-I-m-B-00024.05)  | Situl arheologic de la Cicău - "Săliște" / ansamblu anonim (Categorie: locuire civilă) (Tip: Așezare)                                                                      | sat Cicău, comuna Mirăslău                    | Săliște                                        |                                          |            |                                               | Încărcați imagine | Raportați eroare |
| 5773.01.03 (Cod LMI: AB-I-m-B-00024.04)  | Situl arheologic de la Cicău - "Săliște" / ansamblu anonim (Categorie: locuire civilă) (Tip: Așezare)                                                                      | sat Cicău, comuna Mirăslău                    | Săliște                                        |                                          |            |                                               | Încărcați imagine | Raportați eroare |
| 5773.01.04 (Cod LMI: AB-I-m-B-00024.03)  | Situl arheologic de la Cicău - "Săliște" / ansamblu anonim (Categorie: locuire civilă) (Tip: Așezare)                                                                      | sat Cicău, comuna Mirăslău                    | Săliște                                        | geto-dacică                              |            |                                               | Încărcați imagine | Raportați eroare |
| 5773.01.05 (Cod LMI: AB-I-m-B-00024.02)  | Situl arheologic de la Cicău - "Săliște" / ansamblu anonim (Categorie: locuire civilă) (Tip: Așezare)                                                                      | sat Cicău, comuna Mirăslău                    | Săliște                                        |                                          |            |                                               | Încărcați imagine | Raportați eroare |
| 5773.01.06 (Cod LMI: AB-I-m-B-00024.01)  | Situl arheologic de la Cicău - "Săliște" / ansamblu anonim (Categorie: locuire civilă) (Tip: Așezare)                                                                      | sat Cicău, comuna Mirăslău                    | Săliște                                        |                                          |            |                                               | Încărcați imagine | Raportați eroare |
| 5773.01.07 (Cod LMI: AB-I-s-B-00024)     | Situl arheologic de la Cicău - "Săliște" / ansamblu anonim (Categorie: locuire civilă) (Tip: Așezare)                                                                      | sat Cicău, comuna Mirăslău                    | Săliște                                        | Petrești                                 |            |                                               | Încărcați imagine | Raportați eroare |
| 1080.01.01 (Cod LMI: AB-I-m-B-00026.02)  | Situl arheologic de la Ciugud- Gorneț / ansamblu anonim (Categorie: locuire civilă) (Tip: Așezare)                                                                         | sat Ciugud, comuna Ciugud                     | Gorneț                                         |                                          |            |                                               | Încărcați imagine | Raportați eroare |
| 1080.01.02 (Cod LMI: AB-I-m-B-00026.01)  | Situl arheologic de la Ciugud- Gorneț / ansamblu anonim (Categorie: locuire civilă) (Tip: Așezare)                                                                         | sat Ciugud, comuna Ciugud                     | Gorneț                                         |                                          |            |                                               | Încărcați imagine | Raportați eroare |
| 1277.01.01 (Cod LMI: AB-I-s-B-00027)     | Așezarea Petrești de la Ciumbrud / ansamblu anonim (Categorie: locuire civilă) (Tip: Așezare)                                                                              | sat Ciumbrud, municipiul Aiud                 | Liceul Agricol                                 | Petrești                                 |            |                                               | Încărcați imagine | Raportați eroare |
| 4160.01.01 (Cod LMI: AB-I-s-A-00028)     | Cetatea dacică Apoulon sau Ranistorum - Craiva - "Piatra Craivii" / ansamblu Cetatea dacică Apoulon sau Ranistorum (Categorie: locuire civilă) (Tip: Cetate)               | sat Craiva, comuna Cricău                     | Piatra Craivii                                 | geto-dacică sec. I a. Chr. - I p. Chr.   |            | 46°10′22″N 23°33′04″E / 46.17278°N 23.55111°E | Încărcați imagine | Raportați eroare |
| 4160.02.01 (Cod LMI: AB-I-s-B-00029)     | Așezarea Coțofeni de la Craiva - "Sfredeluș" / ansamblu anonim (Categorie: locuire civilă) (Tip: Așezare)                                                                  | sat Craiva, comuna Cricău                     | Sfredeluș                                      | Coțofeni                                 |            |                                               | Încărcați imagine | Raportați eroare |
| 1703.01.01 (Cod LMI: AB-I-m-B-00030.01)  | Așezarea fortificată dacică de la Cugir - "Cetățuia" / ansamblu anonim (Categorie: locuire civilă) (Tip: Așezare fortificată cu val de pământ)                             | oraș Cugir                                    | Cetățuia                                       | geto-dacică sec. III a. Chr. - I p. Chr. |            |                                               | Încărcați imagine | Raportați eroare |
| 1703.01.02 (Cod LMI: AB-I-m-B-00030.02)  | Așezarea fortificată dacică de la Cugir - "Cetățuia" / ansamblu anonim (Categorie: locuire civilă) (Tip: Necropolă tumulară)                                               | oraș Cugir                                    | Cetățuia                                       | geto-dacică sec. III a. Chr. - I p. Chr. |            |                                               | Încărcați imagine | Raportați eroare |
| 6832.01.01                               | Necropola de la Tăul Cornei / ansamblu anonim (Categorie: descoperire funerară) (Tip: Necropolă de incinerație)                                                            | sat Corna, comuna Roșia Montană               | Tăul Cornei                                    | sec. II - III                            |            |                                               | Încărcați imagine | Raportați eroare |
| 6832.02.01                               | Necropola romană de la Tăul Găuri (proprietatea EM Roșia Montană) / ansamblu anonim(Tăul Cornei) (Categorie: descoperire funerară) (Tip: Necropolă)                        | sat Corna, comuna Roșia Montană               | Tăul Găuri                                     | sec. II                                  |            |                                               | Încărcați imagine | Raportați eroare |
| 6832.03.01                               | Amenajarea rituală de la Corna - Tăul Găuri / ansamblu zona funerară (Categorie: structură de cult/religioasă) (Tip: Incintă funerară)                                     | sat Corna, comuna Roșia Montană               | Tăul Găuri                                     | sec. II                                  |            |                                               | Încărcați imagine | Raportați eroare |
| 6832.03.01                               | Amenajarea rituală de la Corna - Tăul Găuri / ansamblu zona funerară / complex Complex funerar principal (Categorie: structură de cult/religioasă) (Tip: monument funerar) | sat Corna, comuna Roșia Montană               | Tăul Găuri                                     | sec. II                                  |            |                                               | Încărcați imagine | Raportați eroare |
| 6832.03.01                               | Amenajarea rituală de la Corna - Tăul Găuri / ansamblu zona funerară / complex Cpl 3 (Categorie: structură de cult/religioasă) (Tip: amenajare sezonieră)                  | sat Corna, comuna Roșia Montană               | Tăul Găuri                                     |                                          |            |                                               | Încărcați imagine | Raportați eroare |
| 6832.03.01                               | Amenajarea rituală de la Corna - Tăul Găuri / ansamblu zona funerară / complex Cpl 2 (Categorie: structură de cult/religioasă) (Tip: amenajare)                            | sat Corna, comuna Roșia Montană               | Tăul Găuri                                     |                                          |            |                                               | Încărcați imagine | Raportați eroare |
| 6832.04.01                               | Locuirea modernă-contemporană de pe Valea Cornei / ansamblu anonim (Categorie: locuire civilă) (Tip: Locuire)                                                              | sat Corna, comuna Roșia Montană               | Valea Cornei                                   | sec. XVIII-XX                            |            |                                               | Încărcați imagine | Raportați eroare |
| 6814.01.01                               | Situl arheologic de la Cărpiniș - "Șesul Cucilor" (01 02 05) / ansamblu anonim (Categorie: locuire) (Tip: Așezare)                                                         | sat Cărpiniș, comuna Roșia Montană            | Șesul Cucilor                                  | sec. XVI                                 |            |                                               | Încărcați imagine | Raportați eroare |
| 6814.01.02                               | Situl arheologic de la Cărpiniș - "Șesul Cucilor" (01 02 05) / ansamblu anonim (Categorie: locuire) (Tip: Locuire)                                                         | sat Cărpiniș, comuna Roșia Montană            | Șesul Cucilor                                  |                                          |            |                                               | Încărcați imagine | Raportați eroare |
| 6814.02.01                               | Așezarea modernă de la Cărpiniș - "Dâmbuleu" (01 02 06) / ansamblu anonim (Categorie: locuire) (Tip: Locuire)                                                              | sat Cărpiniș, comuna Roșia Montană            | Dâmbuleu                                       |                                          |            |                                               | Încărcați imagine | Raportați eroare |
| 3770.02.01                               | Așezarea Petrești de la Cenade- Capul Dealului / ansamblu anonim (Categorie: locuire civilă) (Tip: Așezare)                                                                | sat Cenade, comuna Cenade                     | Capul Dealului, Ocoale, Valea Țapului, Buturoi | Petrești                                 |            |                                               | Încărcați imagine | Raportați eroare |
| 4115.01.01                               | Așezarea Turdaș de la Câlnic- în Vii / ansamblu anonim (Categorie: locuire civilă) (Tip: Așezare)                                                                          | sat Câlnic, comuna Câlnic                     | În Vii                                         | Turdaș                                   |            |                                               | Încărcați imagine | Raportați eroare |
| 4115.01.02                               | Așezarea Turdaș de la Câlnic- în Vii / ansamblu anonim (Categorie: locuire civilă) (Tip: Așezare)                                                                          | sat Câlnic, comuna Câlnic                     | În Vii                                         | Petrești                                 |            |                                               | Încărcați imagine | Raportați eroare |
| 4115.01.03                               | Așezarea Turdaș de la Câlnic- în Vii / ansamblu anonim (Categorie: locuire civilă) (Tip: Așezare)                                                                          | sat Câlnic, comuna Câlnic                     | În Vii                                         | Precucuteni                              |            |                                               | Încărcați imagine | Raportați eroare |
| 4393.01.01                               | Situl arheologic de la Cetea- Pietri / ansamblu anonim (Categorie: locuire civilă) (Tip: Așezare)                                                                          | sat Cetea, comuna Galda de Jos                | Pietri                                         | Petrești                                 |            |                                               | Încărcați imagine | Raportați eroare |
| 4393.01.02                               | Situl arheologic de la Cetea- Pietri / ansamblu anonim (Categorie: locuire civilă) (Tip: Așezare)                                                                          | sat Cetea, comuna Galda de Jos                | Pietri                                         | Wietenberg                               |            |                                               | Încărcați imagine | Raportați eroare |
| 4393.01.03                               | Situl arheologic de la Cetea- Pietri / ansamblu anonim (Categorie: locuire civilă) (Tip: Așezare)                                                                          | sat Cetea, comuna Galda de Jos                | Pietri                                         | Coțofeni                                 |            |                                               | Încărcați imagine | Raportați eroare |
| 4393.01.04                               | Situl arheologic de la Cetea- Pietri / ansamblu anonim (Categorie: locuire civilă) (Tip: Tumul)                                                                            | sat Cetea, comuna Galda de Jos                | Pietri                                         | Coțofeni                                 |            |                                               | Încărcați imagine | Raportați eroare |
| 4393.01.05                               | Situl arheologic de la Cetea- Pietri / ansamblu anonim (Categorie: locuire civilă) (Tip: Mormânt)                                                                          | sat Cetea, comuna Galda de Jos                | Pietri                                         | Wietenberg                               |            |                                               | Încărcați imagine | Raportați eroare |
| 3967.03.01                               | Așezarea Petrești de la Cetatea de Baltă- Calea Popii / ansamblu anonim (Categorie: locuire civilă) (Tip: Așezare)                                                         | sat Cetatea de Baltă, comuna Cetatea de Baltă | Calea Popii                                    | Petrești                                 |            |                                               | Încărcați imagine | Raportați eroare |
| 3967.04.01                               | Așezare eneolitică de la Cetatea de Baltă- Râpa Feisii / ansamblu anonim (Categorie: locuire civilă) (Tip: Așezare)                                                        | sat Cetatea de Baltă, comuna Cetatea de Baltă | Râpa Feisii                                    | Petrești                                 |            |                                               | Încărcați imagine | Raportați eroare |
| 2354.01.01                               | Așezarea preistorică de la Cib- Dealului / ansamblu anonim (Categorie: locuire civilă) (Tip: Așezare)                                                                      | sat Cib, comuna Almașu Mare                   | Dealului                                       |                                          |            |                                               | Încărcați imagine | Raportați eroare |
| 2354.02.01                               | Așezarea eneolitică de la Cib- Cheile Blidar / ansamblu anonim (Categorie: locuire civilă) (Tip: Așezare)                                                                  | sat Cib, comuna Almașu Mare                   | Cheile Blidar                                  |                                          |            |                                               | Încărcați imagine | Raportați eroare |
| 5728.01                                  | Topor neolitic de la Cistei- Pe răzoare (Categorie: descoperire izolată) (Tip: obiect izolat)                                                                              | sat Cistei, comuna Mihalț                     | Pe Răzoare                                     |                                          |            |                                               | Încărcați imagine | Raportați eroare |
| 5274.01.01                               | Așezarea eneolitică de la Ciuguzel- La Frigure / ansamblu anonim (Categorie: locuire civilă) (Tip: Așezare)                                                                | sat Ciuguzel, comuna Lopadea Nouă             | La Frigure                                     | Petrești                                 |            |                                               | Încărcați imagine | Raportați eroare |
| 1277.02.01                               | Așezarea Petrești de la Ciumbrud - "Podireu" / ansamblu anonim (Categorie: locuire civilă) (Tip: Așezare)                                                                  | sat Ciumbrud, municipiul Aiud                 | Podireu                                        | Petrești                                 |            |                                               | Încărcați imagine | Raportați eroare |
| 1277.03.01                               | Așezarea neolitică de la Ciumbrud - "Punctul Cioca" / ansamblu anonim (Categorie: locuire civilă) (Tip: Așezare)                                                           | sat Ciumbrud, municipiul Aiud                 | Cioca                                          |                                          |            |                                               | Încărcați imagine | Raportați eroare |
| 1080.02.01 (Cod LMI: AB-I-s-B-00025)     | Așezarea neolitică de la Ciugud - Cariera de Bentonită / ansamblu anonim (Categorie: locuire civilă) (Tip: Așezare)                                                        | sat Ciugud, comuna Ciugud                     | Cariera de Bentonită                           | Starčevo - Criș                          |            |                                               | Încărcați imagine | Raportați eroare |
| 8185.01                                  | Așezarea preistorică de la Ciugudu de Sus- Tăietura / ansamblu anonim (Categorie: locuire civilă) (Tip: Așezare)                                                           | sat Ciugudu de Sus, comuna Unirea             | Tăietura                                       |                                          |            |                                               | Încărcați imagine | Raportați eroare |
| 4151.01                                  | Topor neolitic de la Cricău (Categorie: descoperire izolată) (Tip: obiect izolat)                                                                                          | sat Cricău, comuna Cricău                     | Peștera Cricăului                              |                                          |            |                                               | Încărcați imagine | Raportați eroare |
| 4160.03                                  | Topor neo-eneolitic de la Craiva- Pădurea Satului (Categorie: descoperire izolată) (Tip: obiect izolat)                                                                    | sat Craiva, comuna Cricău                     | Pădurea satului                                |                                          |            |                                               | Încărcați imagine | Raportați eroare |
| 6618.01.01                               | Așezarea de la Colțești- Dealul Cetății / ansamblu anonim (Categorie: locuire civilă) (Tip: Așezare)                                                                       | sat Colțești, comuna Râmetea                  | Dealul Cetății                                 |                                          |            |                                               | Încărcați imagine | Raportați eroare |
| 5372.01                                  | Topor neolitic de la Curmătura (Categorie: descoperire izolată) (Tip: obiect izolat)                                                                                       | sat Curmătura, comuna Lupșa                   |                                                |                                          |            |                                               | Încărcați imagine | Raportați eroare |
| 1703.02                                  | Obiecte neolitice de la Cugir - "Dealul Domnea" (Categorie: descoperire izolată) (Tip: obiect izolat)                                                                      | oraș Cugir                                    | Dealul Domnea                                  |                                          |            |                                               | Încărcați imagine | Raportați eroare |
| 4124.01.01                               | Așezarea neolitică de la Cut- Fântâna Dârgului / ansamblu anonim (Categorie: locuire civilă) (Tip: Așezare)                                                                | sat Cut, comuna Cut                           | Fântâna Dârgului                               | Starčevo - Criș                          |            |                                               | Încărcați imagine | Raportați eroare |
| 5773.02.01 (Cod LMI: AB-II-m-A-00203)    | Situl Bisericii "Sf. Arhangheli", din Cicău / ansamblu Biserica "Sfinții Arhangheli" (Categorie: structură de cult/religioasă) (Tip: Biserică)                             | sat Cicău, comuna Mirăslău                    |                                                | sec. XV                                  |            |                                               | Încărcați imagine | Raportați eroare |
| 5773.02.02 (Cod LMI: AB-II-m-A-00203)    | Situl Bisericii "Sf. Arhangheli", din Cicău / ansamblu Biserica "Sfinții Arhangheli" (Categorie: structură de cult/religioasă) (Tip: Biserică)                             | sat Cicău, comuna Mirăslău                    |                                                | 1700                                     |            |                                               | Încărcați imagine | Raportați eroare |
| 5773.02.03 (Cod LMI: AB-II-m-A-00203)    | Situl Bisericii "Sf. Arhangheli", din Cicău / ansamblu anonim (Categorie: structură de cult/religioasă) (Tip: Cimitir)                                                     | sat Cicău, comuna Mirăslău                    |                                                | 1480-sec. XIX                            |            |                                               | Încărcați imagine | Raportați eroare |
| 4115.02.01 (Cod LMI: AB-II-m-A-00196.03) | Cetatea medievală de la Câlnic (Burgviertel) / ansamblu Cetatea Câlnic (Categorie: locuire civilă) (Tip: Incinta fortificată)                                              | sat Câlnic, comuna Câlnic                     | Cetate                                         | sec. XIII - XV                           |            |                                               | Încărcați imagine | Raportați eroare |
| 4115.02.01 (Cod LMI: AB-II-m-A-00196.03) | Cetatea medievală de la Câlnic (Burgviertel) / ansamblu Cetatea Câlnic / complex Donjonul Siegfried (Categorie: locuire civilă) (Tip: donjon)                              | sat Câlnic, comuna Câlnic                     | Cetate                                         | sec. XIII                                |            |                                               | Încărcați imagine | Raportați eroare |
| 4115.02.01 (Cod LMI: AB-II-m-A-00196.03) | Cetatea medievală de la Câlnic (Burgviertel) / ansamblu Cetatea Câlnic / complex anonim (Categorie: locuire civilă) (Tip: capelă)                                          | sat Câlnic, comuna Câlnic                     | Cetate                                         | sec. XIII                                |            |                                               | Încărcați imagine | Raportați eroare |
| 4115.02.01 (Cod LMI: AB-II-m-A-00196.03) | Cetatea medievală de la Câlnic (Burgviertel) / ansamblu Cetatea Câlnic / complex Incinta ovală (Categorie: locuire civilă) (Tip: zid de incintă)                           | sat Câlnic, comuna Câlnic                     | Cetate                                         | sec. XIII                                |            |                                               | Încărcați imagine | Raportați eroare |
| 4115.02.01 (Cod LMI: AB-II-m-A-00196.03) | Cetatea medievală de la Câlnic (Burgviertel) / ansamblu Cetatea Câlnic / complex anonim (Categorie: locuire civilă) (Tip: turn)                                            | sat Câlnic, comuna Câlnic                     | Cetate                                         | sec. XIII                                |            |                                               | Încărcați imagine | Raportați eroare |
| 4115.02.01 (Cod LMI: AB-II-m-A-00196.03) | Cetatea medievală de la Câlnic (Burgviertel) / ansamblu Cetatea Câlnic / complex anonim (Categorie: locuire civilă) (Tip: zid de incintă)                                  | sat Câlnic, comuna Câlnic                     | Cetate                                         | sec. XV-XVI                              |            |                                               | Încărcați imagine | Raportați eroare |
| 4115.02.01 (Cod LMI: AB-II-m-A-00196.03) | Cetatea medievală de la Câlnic (Burgviertel) / ansamblu Cetatea Câlnic / complex anonim (Categorie: locuire civilă) (Tip: turn)                                            | sat Câlnic, comuna Câlnic                     | Cetate                                         | sec. XV-XVI                              |            |                                               | Încărcați imagine | Raportați eroare |
| 4115.02.02 (Cod LMI: AB-II-m-A-00196.04) | Cetatea medievală de la Câlnic (Burgviertel) / ansamblu Cetatea Câlnic (Categorie: locuire civilă) (Tip: Incinta fortificată)                                              | sat Câlnic, comuna Câlnic                     | Cetate                                         | mijl. sec. XVI                           |            |                                               | Încărcați imagine | Raportați eroare |
| 4115.02.03 (Cod LMI: AB-II-m-A-00196.01) | Cetatea medievală de la Câlnic (Burgviertel) / ansamblu Cetatea Câlnic (Categorie: locuire civilă) (Tip: Donjon)                                                           | sat Câlnic, comuna Câlnic                     | Cetate                                         | sec.XIII                                 |            |                                               | Încărcați imagine | Raportați eroare |
| 4115.02.04 (Cod LMI: AB-II-m-A-00196.02) | Cetatea medievală de la Câlnic (Burgviertel) / ansamblu Cetatea Câlnic (Categorie: locuire civilă) (Tip: Capelă)                                                           | sat Câlnic, comuna Câlnic                     | Cetate                                         | sec. XIII-XV                             |            |                                               | Încărcați imagine | Raportați eroare |
| 4115.02.05 (Cod LMI: AB-II-m-A-00196.05) | Cetatea medievală de la Câlnic (Burgviertel) / ansamblu Cetatea Câlnic (Categorie: locuire civilă) (Tip: Biserică)                                                         | sat Câlnic, comuna Câlnic                     | Cetate                                         | sf. sec. XIV - sec. XVI, sec. XIX        |            |                                               | Încărcați imagine | Raportați eroare |
| 4115.02.06 (Cod LMI: AB-II-m-A-00196.06) | Cetatea medievală de la Câlnic (Burgviertel) / ansamblu Cetatea Câlnic (Categorie: locuire civilă) (Tip: Casă)                                                             | sat Câlnic, comuna Câlnic                     | Cetate                                         | sec. XVI - XVIII                         |            |                                               | Încărcați imagine | Raportați eroare |
| 4115.02.07 (Cod LMI: AB-II-a-A-00196)    | Cetatea medievală de la Câlnic (Burgviertel) / ansamblu anonim (Categorie: locuire civilă) (Tip: Casă)                                                                     | sat Câlnic, comuna Câlnic                     | Cetate                                         |                                          |            | 45°53′21″N 23°39′36″E / 45.88906°N 23.66013°E | Încărcați imagine | Raportați eroare |
| 6618.03.01 (Cod LMI: AB-II-m-A-00208)    | Ruinele cetății medievale Coltești- Dealul Cetății / ansamblu Ruinele cetății Coltești (Categorie: locuire civilă) (Tip: Cetate)                                           | sat Colțești, comuna Râmetea                  | Dealul Cetății (Varoda)                        | sec. XIII - XV                           |            |                                               | Încărcați imagine | Raportați eroare |
| 4115.03.01 (Cod LMI: AB-II-s-A-00197)    | Așezarea rurală medievală de la Câlnic / ansamblu anonim (Categorie: locuire civilă) (Tip: Așezare rurală)                                                                 | sat Câlnic, comuna Câlnic                     |                                                | sec. XIII - XIX                          |            | 45°53′20″N 23°39′37″E / 45.88889°N 23.66028°E | Încărcați imagine | Raportați eroare |
| 3770.01.02 (Cod LMI: AB-II-a-A-00198)    | Biserica fortificată și necropola medievală de la Cenade / ansamblu anonim (Categorie: locuire) (Tip: Biserică evanghelică)                                                | sat Cenade, comuna Cenade                     | 96, punct Biserica fortificată                 | sec. XV, sec. XIX - XX                   |            | 46°01′50″N 24°03′26″E / 46.03056°N 24.05722°E | Încărcați imagine | Raportați eroare |
| 3770.01.03 (Cod LMI: AB-II-a-A-00198)    | Biserica fortificată și necropola medievală de la Cenade / ansamblu anonim (Categorie: locuire) (Tip: Incintă fortificată)                                                 | sat Cenade, comuna Cenade                     | 96, punct Biserica fortificată                 | sec. XV - XVI                            |            | 46°01′50″N 24°03′26″E / 46.03056°N 24.05722°E | Încărcați imagine | Raportați eroare |
| 3770.01.01 (Cod LMI: AB-II-a-A-00198)    | Biserica fortificată și necropola medievală de la Cenade / ansamblu anonim (Categorie: locuire) (Tip: Necropolă)                                                           | sat Cenade, comuna Cenade                     | 96, punct Biserica fortificată                 | sec. XVI                                 |            | 46°01′50″N 24°03′26″E / 46.03056°N 24.05722°E | Încărcați imagine | Raportați eroare |